# 유영준 (1902년)
유영준(兪永濬, 1902년 6월 4일 ~ ?)은 일제강점기와 대한민국 건국 초기의 세무 관료이다. 

## 생애
출신지는 경기도 광주군이다. 일제 강점기에 경성법학전문학교를 졸업하고 1920년대 중반부터 조선총독부 관리로 근무했다.
경상북도 청도군과 달성군에서 근무를 시작했으며, 이후 경상북도 재무부 대구세무감독국에서 재직하는 등 세무관리로 일했다. 일제 강점기 말기에 충청북도 충주군의 충주세무서장을 역임했다. 일본 정부로부터 서보장을 수여받았다.
미군정에서 재무부 국고국 관세과장으로 발탁되어 계속 세무관리로 근무했다. 1947년에는 서울 용산구 용산세무서장에 취임하였다. 이후 대전사세청장과 대한지적공사의 전신인 대한지적협회 상무이사를 역임했다. 1954년까지 대한지적협회 이사 재임 중이었다.
민족문제연구소가 2008년에 공개한 민족문제연구소의 친일인명사전 수록예정자 명단 중 관료 부문에 포함되었다.

## 참고자료
- 유영준(兪永濬) - 국사편찬위원회